# Provincia Lunda Norte
Lunda Norte este o provincie în Angola. Reședința sa este orașul Lucapa.

## Municipalități
- Cambulo
- Capenda Camulemba
- Caungula
- Chitato
- Cuango
- Cuilo
- Lubalo
- Lucapa
- Xa-muteba